# Marcus Schloussen

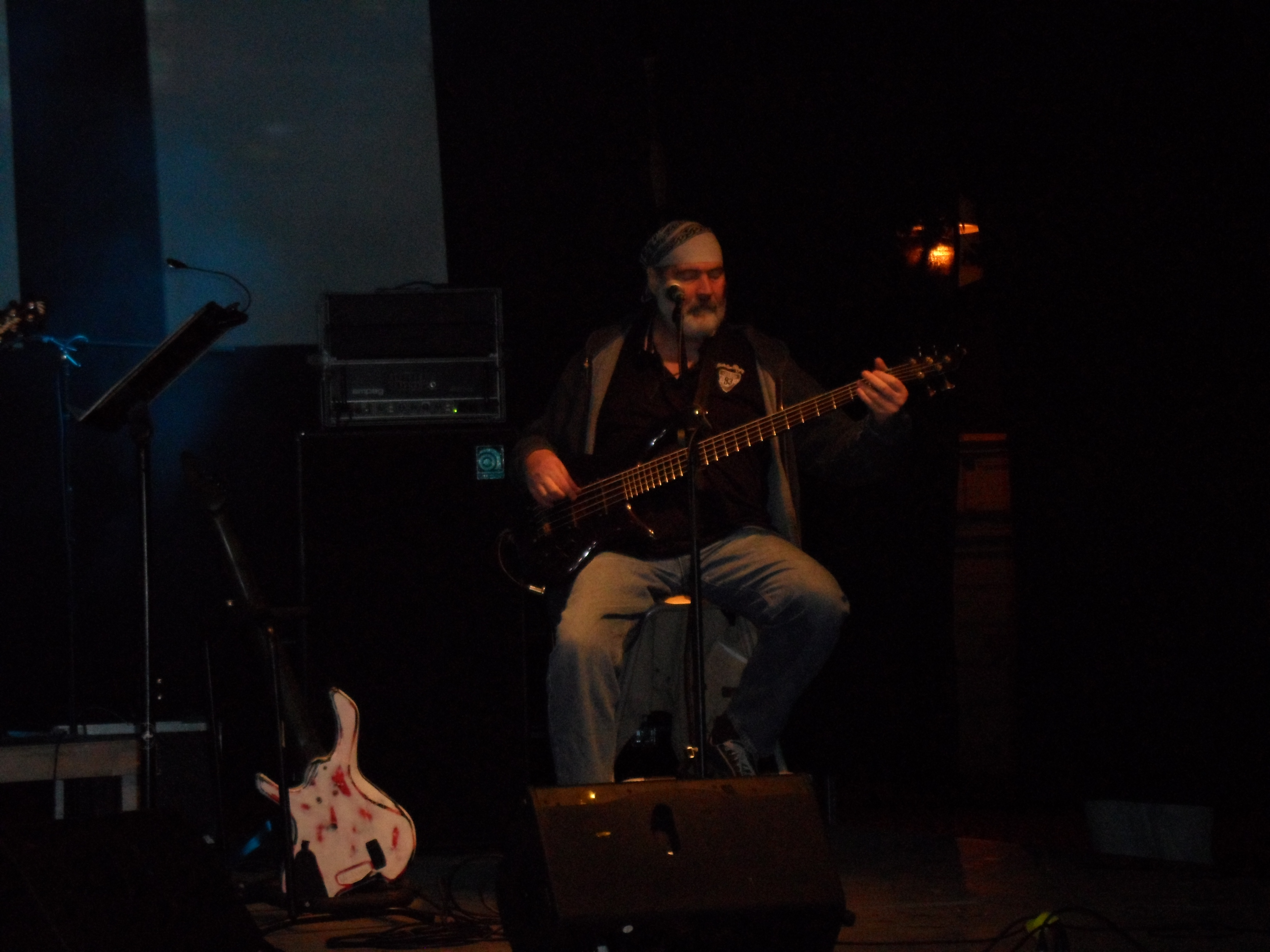
Marcus Schloussen mit Renft beim Altstadtfest 2012 in Frankfurt (Oder)

Marcus „Basskran“ Schloussen (* 26. April 1954; † 1. Dezember 2019) war ein deutscher Rockmusiker und Bassist der Gruppe Renft.
Schloussen wuchs in einer musikalischen Familie auf. Seine Mutter war Opernsängerin und er kam früh mit klassischer Musik in Berührung. Nach einem Abschluss an der Musikschule Friedrichshain erlernte er den Beruf eines Chemiefacharbeiters. 1978 gründete Schloussen mit Reinhard Schossig die Rockband Setzei und spielte dort den E-Bass, bis er 1982 zur Gruppe Reform wechselte.
An der Hochschule für Musik „Hanns Eisler“ Berlin erwarb Schloussen einen weiteren Abschluss. Es entstand eine enge Zusammenarbeit mit der Liedermacherin Barbara Thalheim.
Schloussen war freischaffender Musiker. Er war verpflichtet an Theatern in Frankfurt (Oder), Nordhausen, Gera, Zittau und anderen.
In der Gruppe heureka, einer 1981 gegründeten Kammermusikvereinigung, spielte er den E-Bass und den Kontrabass. Gastspiele führten ihn mit dieser Vereinigung nach Bulgarien, Ungarn, Frankreich, Dänemark, in die Schweiz und nach Österreich.
Ab 1999 war Schloussen fester Bestandteil der Gruppe Renft. Er starb nach langer Krankheit am 1. Dezember 2019 im Alter von 65 Jahren.